# Sędziowie (Biblia)
Sędziowie (hebr. ‏שופטים‎ szofetim) – zwierzchnicy ludu starożytnego Izraela przed epoką królów. Wierzono, że Jahwe powoływał ich do wybawiania ludu.
Okres sędziów bywa liczony od czasów Otniela do czasów proroka Samuela i trwał ok. 150 lat. Bóg wybierał sędziów z różnych plemion izraelskich, które mieszkały w różnych częściach Kanaanu. Prawdopodobnie większość z nich przynajmniej przez pewien czas działała równocześnie z innym sędzią. Opis ich działalności występuje głównie w Księdze Sędziów i 1. Księdze Samuela.
Spośród 12 sędziów wymienianych przez Księgę Sędziów, tradycyjnie wyróżnia się 6 sędziów „większych” (Otniel, Ehud, Barak i Debora-prorokini, Gedeon, Jefte i Samson) oraz 6 „mniejszych” (Szamgar, Tola, Jair, Ibsan, Elon i Abdon). Wydaje się, że Szamgar jako jedyny z sędziów „mniejszych” brał udział w jakiejkolwiek wojnie.
Funkcja izraelskiego sędziego miała swój odpowiednik także w Fenicji. Tyr nie zawsze był rządzony przez królów, ale też szereg sędziów (fen. szofetim). Również w Kartaginie dwaj najwyżsi urzędnicy posiadali taki tytuł (sufeci).
Tabela zbierająca informacje o poszczególnych Sędziach, wymienionych w Księdze Sędziów:
| Sędzia         | Plemię             | Najeźdźca    | Lata walk | Lata pokoju |
| -------------- | ------------------ | ------------ | --------- | ----------- |
| Otniel         | Judy               | Aramejczycy  | 8         | 40          |
| Ehud           | Beniamina          | Moabici      | 18        | 80          |
| Szamgar        | Syn Anata          | Filistyni    |           |             |
| Debora i Barak | Naftalego          | Kananejczycy | 20        | 40          |
| Gedeon         | Manassesa          | Madianici    | 7         | 40          |
| Tola           | Issachara          |              |           | 23          |
| Jair           | Manassesa          |              |           | 22          |
| Jefte          | Manassesa lub Gada | Ammonici     | 18        | 6           |
| Ibsan          | Zabulona           |              |           | 7           |
| Elon           | Zabulona           |              |           | 10          |
| Abdon          | Efraima            |              |           | 8           |
| Samson         | Dana               | Filistyni    | 40        | 20          |